# پنتی لاروو
پنتی لاروو (فنلاندی: Pentti Larvo; ۲۲ دسامبر ۱۹۰۸ – ۱ مهٔ ۱۹۵۴) بازیکن فوتبال اهل فنلاند بود.
از باشگاه‌هایی که در آن بازی کرده‌است می‌توان به باشگاه فوتبال هلسینگین پالوسئورا اشاره کرد.
وی همچنین در تیم‌های ملی فوتبال فنلاند، و فنلاند، بازی کرده‌است.